# Oosterstein
Oosterstein was een kasteel ten zuiden van het Nederlandse dorp Oosterland, provincie Zeeland. De kasteellocatie is beschermd als rijksmonument.

## Geschiedenis
In de 14e eeuw ontstond de heerlijkheid Oosterland die was verdeeld in een groot-ambacht en een klein-ambacht. In 1371 verkocht de Hollandse graaf Albrecht van Beieren grond in het klein-ambacht aan Hendrik van den Abeele, waarna Hendrik zelf of diens zoon Floris er het kasteel Oosterstein bouwde. Het klein-ambacht waar het slot was gebouwd, werd als Oosterstein of Abeele aangeduid. In 1410 droeg Floris het kasteel op aan graaf Willem VI, om het van hem direct weer in leen terug te ontvangen. Floris liet Oosteinde na aan Cornelis van den Abeele.
Het kasteel Oosterstein en de heerlijkheid Oosterland waren in 1513 in bezit van Claes Hendrikz, mogelijk een familielid van de Abeeles.
In 1535 kwam kasteel Oosterstein met het klein-ambacht terecht bij Jan Micault. Hij overleed in 1539 en liet het kasteel na aan zijn zoon Charles, die het op zijn beurt naliet aan zijn zoon Philip. Deze bleef ongehuwd, dus toen hij overleed in 1579 ging kasteel Oosterstein naar zijn zuster Anne en haar echtgenoot Anthonis de Boulijn. Anne overleed in 1606, Anthonis in 1612, waarna hun zonen Nicolaas, Jean en Charles Oosterstein erfden. Zij verkochten de bezittingen echter direct aan Bonifacius de Jonge, de toenmalige heer van Oosterland, die hiermee dus zowel het slot als het klein-ambacht Oosterstein in handen kreeg.
De familie De Jonge hield tot 1701 zowel de heerlijkheid met de twee ambachten als het kasteel in eigendom. Ze woonden overigens op de Heerenhof, een buitenplaats in het dorp. Henriëtte Jacoba de Jonge verkocht in 1701 de heerlijkheid Oosterland aan de officier Charles Loncque. Zijn dochter Susanna Maria zou als ambachtsvrouwe het gebied van de heerlijkheden Oosterland en Sirjansland tot 1752 besturen vanuit het Heerenhof. Het kasteel Oosterstein en het klein-ambacht echter waren niet verkocht aan Loncque en vererfden in 1703 naar Anne Jacoba Winckelman, waarna het nog enkele malen van eigenaar zou wisselen: in 1727 was het in bezit van Jacob Willem Bosschaard, in 1761 van Isaac Winckelman. In dat laatste jaar werd de ruïne Oosterstein publiekelijk verkocht in Middelburg. De nieuwe eigenaar Johan Steengracht, heer van Oosterland, liet de kasteelruïne slopen.
In 1958 vond een archeologische opgraving door Jaap Renaud plaats. Het terrein is een rijksmonument.

## Beschrijving
Het kort na 1371 gebouwde Oosterstein bestond uit een hoofdburcht en een voorburcht die beide omgracht waren. De hoofdburcht was 19 bij 16 meter groot en bestond uit een L-vormig woongebouw en een binnenplein. Het woongebouw was waarschijnlijk een zaalgebouw van twee bouwlagen met aan eenlaagse aanbouw. De toegang bestond uit een lage poorttoren. Het kasteel beschikte over een eigen kapel.
Jan Micault liet in de eerste helft van de 16e eeuw het kasteel uitbreiden, waardoor een hoofdburcht van 24 bij 19 meter ontstond en het kasteel een U-vorm kreeg. De voorburcht was 53 bij 14 meter groot en omvatte stallen, opslagplaatsen, een gebouw met waterput en een poortgebouw.
Aldegonde · Kasteel van Axel · Baarland · Baarsdorp · Barbestein · Biervliet · Bieweg · Blodenburg · Huis der Boede · Brijdorpe · Bruëlis · 't Burchtje · Burggravensteen · Buttinge · Coxijde · Crayenstein · Duinbeek · Duivelsberg · Ellewoutsdijk · Filippenburg · Geersdijk · Gistellis · Gravenhof · Slot Haamstede · Kasteel Hellenburg · Herkestein · Heuvelsweg · Hoge Huis · Ter Hooge · Hoogkamer · Kats · Kind van Trente · Kleverskerke · Kortgene · Kreke · Kruiningen · Laterdale · Lodijke · Maalstede (Hulst) · Maalstede (Kapelle) · Magdalon · Hof Ter Moere · Moermond · Te Mortiere · Muiden · Hof ter Nisse (Nisse) · Hof ter Nisse (Ossenisse) · Oostende · Oostende (Goes) · Oosterstein · Poelvoorde · Poortvliet · Popkensburg · De Pottere · Poucques · Pronkenburg · Ravenstein · Saeftingher Slot · Kasteel van Sint-Maartensdijk · Schengen · Sluis · Smallegange · Stavenisse · Tolhuis van Iersekeroord · Huus ter Tolne · Torenberg · Torenhoeve · Toren van Bourgondië · Troye · Valkenisse · Vinninghen · Vlissingen · Voorhoute · Waarde · Watervliet · Weldamme · Welland · Huis te Werf · Te Werve · Westenschouwen · Westhove · Westkerke · Windenburg · Zandenburg · Zwanenburg